# Logan Mailloux
Logan Mailloux, född 15 april 2003, är en kanadensisk professionell ishockeyback som är kontrakterad till Montreal Canadiens i National Hockey League (NHL) och spelar för Rocket de Laval i American Hockey League (AHL).
Han har tidigare spelat för SK Lejon i Hockeyettan och London Knights i Ontario Hockey League (OHL).
Mailloux draftades av Montreal Canadiens i första rundan i 2021 års draft som 31:a spelare totalt.

## Statistik
| 2017–2018  | Sun County Panthers | AH          | 1  | 0  | 1  | 1  | 2  | —  | — | —  | —  | —  |
| 2018–2019  | Toronto Marlboros   | GTHL        | 32 | 9  | 11 | 20 | 24 | —  | — | —  | —  | —  |
|            | Toronto Marlboros   |             | 67 | 13 | 31 | 44 | 34 | —  | — | —  | —  | —  |
| 2019–2020  | London Nationals    | GOJHL       | 48 | 18 | 50 | 68 | 94 | 5  | 2 | 2  | 4  | 24 |
|            | London Knights      | OHL         | 4  | 0  | 0  | 0  | 2  | —  | — | —  | —  | —  |
| 2020–2021  | SK Lejon            | Hockeyettan | 19 | 7  | 8  | 15 | 32 | —  | — | —  | —  | —  |
| 2021–2022  | London Knights      | OHL         | 12 | 3  | 6  | 9  | 13 | —  | — | —  | —  | —  |
| 2022–2023  | London Knights      | OHL         | 59 | 25 | 28 | 53 | 77 | 21 | 8 | 16 | 24 | 45 |
| 2023–2024  | Montreal Canadiens  | NHL         | 1  | 0  | 1  | 1  | 0  | —  | — | —  | —  | —  |
|            | Rocket de Laval     | AHL         | 70 | 14 | 33 | 47 | 89 | —  | — | —  | —  | —  |
| NHL totalt | NHL totalt          | NHL totalt  | 1  | 0  | 1  | 1  | 0  | —  | — | —  | —  | —  |
| OHL totalt | OHL totalt          | OHL totalt  | 75 | 28 | 34 | 62 | 92 | 21 | 8 | 16 | 24 | 45 |